# Cesare Borgia
Cesare Borgia (Rome, 13 september 1475 – Viana, 12 maart 1507) was een telg uit het Italiaanse adellijke geslacht van de Borgia's. Hij was de zoon van paus Alexander VI en diens minnares Vannozza dei Cattanei. Met de hulp van de paus en de Franse koning veroverde hij de Romagna in een mum van tijd, maar verloor het weer even snel na de dood van zijn vader. Iedereen was bang voor zijn wreedheid; voor Niccolò Machiavelli was hij echter de ideale vorst.

## Borgia legt zijn kerkelijke ambten neer
Cesare Borgia kreeg een uitstekende opleiding: hij leerde Spaans, Italiaans, Frans, Grieks en Latijn, bestudeerde de klassieke literatuur en werd ingeleid in de wereld van muziek en kunsten. De knaap van 15 jaar werd in 1491 benoemd tot bisschop van Pamplona, hoewel hij nog niet eens tot priester gewijd was. Een jaar later werd hij aartsbisschop van Valencia. In september 1493 was de 18-jarige Borgia al kardinaal, maar in 1497 legde hij zijn kerkelijke ambten neer, want hij had wereldlijke en militaire ambities.

## Beschermeling van de Franse koning
Na de moord op zijn broer Giovanni moest Cesare de grootse plannen van zijn vader verwezenlijken. In 1498 zette hij zijn eerste stappen op het internationale politieke toneel. In Chinon bracht hij aan de nieuwe Franse koning Lodewijk XII de pauselijke nietigverklaring van zijn huwelijk. In augustus 1498 kreeg hij de eretitel van hertog van Valence, een leenman van de Franse koning. Vandaar de benaming "hertog van Valentinois" of "hertog Valentino". Zodra de relatie met zijn eerste vrouw, Carlotta van Napels, niet meer klikte, trouwde hij in 1499 met Charlotte van Albret van Navarra, de dochter van Alain van Albret. Al spoedig moest hij haar achterlaten in Frankrijk, omdat hij als kapitein-generaal van de pauselijke krijgsmacht naar Italië werd teruggeroepen. Hij vermaakte zich met minnaressen en prostituees, en raakte besmet met syfilis.

## Heer van de Romagna
De gedreven Borgia liep rond met het idee van een groot rijk in Italië en wilde een Italiaans vorstendom bemachtigen. Als avonturier trok hij mee met de Franse troepen, toen ze in 1499 Milaan innamen. Hij had zijn oog laten vallen op de Romagna en kreeg militaire hulp van de Fransen om deze streek ten noorden van Toscane te onderwerpen. Imola, Forlì, Rimini, Ravenna, Faenza, een na één vielen de stadstaatjes in zijn handen. Het leek de veroveringstocht van een nieuwe caesar. In mei 1501 kon hij zich de heer van de Romagna noemen. Zijn condottiere Don Michele ronselde een militie van huursoldaten uit de boerenstand, die bereid bleken om zonder soldij ten strijde te trekken. Borgia verenigde de versplinterde provincie en gaf die zodoende strategische betekenis. Paus Alexander VI benoemde zijn zoon tot hertog van de Romagna. Het fundament voor een Borgia-staat was gelegd.

## Een gevaar voor Florence
Geleidelijk kwam hij dichter bij Florence. De Florentijnse Republiek ging hem als een bedreiging zien, begon een diplomatiek offensief, en stuurde Niccolò Machiavelli op verscheidene missies naar het Franse hof en naar dat van Cesare Borgia. Het was door toedoen van Machiavelli dat Lodewijk XII zijn steun aan Borgia introk. Borgia ondernam een veldtocht tegen Toscane, en hij stond op 14 mei 1502 op 15 kilometer van Florence, maar stuurde aan op een verdrag en trok zich terug naar Urbino.

## Samenzwering vanLa Magione
In september 1502 beraamden enkele bekende families op het landgoed La Magione van kardinaal Orsini een samenzwering tegen Cesare Borgia, waaronder de succesrijke condottieri Paolo en Francesco Orsini, Vitellozzo Vitelli en Oliverotto da Fermo. Dat waren de commandanten waarmee Borgia de Romagna ingenomen had. Toen Urbino in hun handen viel, kon zijn wreedste bevelhebber Don Michele de verloren gebieden niet heroveren. Borgia deed alsof hij hen de samenzwering vergeven had en trok met zijn troepen naar Senigallia. In de nieuwjaarsnacht liet hij er echter de afvallige condottieri Vitellozzo Vitelli en Oliverotto da Fermo wurgen. Wat later waren Paolo en Francesco Orsini aan de beurt. Machiavelli verbleef aan Borgia's hof van 7 oktober 1502 tot 18 januari 1503 en was er getuige van hoe de tiran vier van zijn eigen krijgsheren om het leven liet brengen.

## Ondergang
De ondergang van Borgia verliep snel. In april 1503 zocht hij nog steun voor de verovering van Toscane, maar intussen sloegen zijn soldaten aan het muiten in de Romagna. Zijn vader, paus Alexander VI, stierf op 18 augustus 1503. Borgia riep vervolgens zijn troepen naar Rome terug om de Borgia-clan te beschermen tegen de opgekropte haat van zijn tegenstanders. In de herfst van 1503 verloor hij het ene gebied na het andere. De nieuwe paus Julius II, een bittere vijand van de Borgia's, liet Cesare gevangennemen en dwong hem tot teruggave van de veroverde gebieden. De paus leverde hem via Napels uit aan de Spaanse koning, Ferdinand II van Aragón. Na een gevangenschap van twee jaar wist hij te ontsnappen en werd een militair leider van koning Jan III van Navarra. In maart 1507 sneuvelde de 31-jarige Borgia in Viana tijdens een aanval op het kasteel van Louis van Beaumonte. Zijn vijanden lagen in een hinderlaag; zijn soldaten waren omgekocht. De inscriptie op zijn grafsteen luidt: Hier rust in een schraal stukje grond degene die de hele wereld vrees aanjoeg.

## Wrede heerser en/of ideale vorst?
Cesare Borgia was een wrede heerser. Hij hongerde naar macht en deinsde niet terug voor moord, verkrachting, roof en verraad. Er hing een onheilspellende sluier van mysterie rond deze man. Hij liet zich nooit in de kaart kijken. Het gerucht ging dat er een zoon (Giovanni) geboren was uit een incestueuze relatie met zijn zus, Lucrezia, die de grootste liefde van zijn leven zou zijn geweest. Hiervoor ontbreken echter harde bewijzen.
Als gevolg van de verwoestende werking van syfilis op zijn gezicht trad Cesare vanaf 1500 zijn bezoekers tegemoet gehuld in ravenzwarte maskers en gewaden.
In augustus 1500 werd Alfonso van Aragón, de tweede man van Lucrezia Borgia, gewurgd. Bijna niemand twijfelde er nu meer aan dat Cesare hierin de hand had gehad. Alfonso neigde bovendien naar Spanje, terwijl Cesare voor Frankrijk had gekozen. In februari 1501 ontvoerden zijn handlangers Dorotea Caracciolo. Ze was pas getrouwd met een Venetiaanse bevelhebber die de veldtocht van Borgia tegen Faenza had doen mislukken. In december 1502 liet hij zijn militaire gouverneur Ramiro de Lorca onthoofden. Niemand begreep waarom die terechtstelling plaats had gevonden, want hij was hem altijd trouw geweest. Zo wilde Borgia de schuld voor zijn wrede beleid afwentelen op zijn commandant en daardoor de gunst van de bevolking winnen.
Volgens de politieke denker Niccolò Machiavelli was hij een goed bestuurder van zijn veroverde gebieden. In diens bekendste werk, De vorst, maakte hij van Cesare Borgia de ideale vorst. Er is geen beter voorbeeld voor een vorst dan Cesare Borgia. Ik zou niet weten wat ik op hem zou moeten aanmerken. Borgia slaagde erin om in korte tijd een rijk te stichten; het oordeel van Machiavelli was daarom uitermate positief. Althans, dat werd altijd beweerd, terwijl de strekking van "Il Principe" duiden niet kan zonder een goed begrip van de omstandigheden waarin "Il Principe" tot stand kwam. Het vergt een zeker begrip voor de ironische schriftuur. Machiavelli wilde net betogen dat Borgia staat voor alle vorsten in Italië die de welvaart en het welzijn van de bevolking bedreigen. Onder meer de Kerk heeft ertoe bijgedragen dat men Il Principe las als een vrijbrief voor machtsmisbruik en bruut geweld, terwijl de auteur net streed tegen die machtsuitoefening door zijn kwelgeesten, de Medici.